# Silvestre (pel·lícula)
Silvestre és una pel·lícula dramàtica portuguesa de 1981 dirigida per João César Monteiro. Va ser la pel·lícula debut de Maria de Medeiros.
La pel·lícula es va presentar a la competició principal del 38a edició de la Mostra Internacional de Cinema de Venècia. També va participar com a part de la secció oficial de la II edició de la Mostra de València.

## Argument
L'acció té lloc al segle XV. D. Rodrigo, un cavaller interessat a deixar anar els seus dominis, és pare de dues joves, filla legítima i bastarda, la Sílvia i la Susana. Sentint-se vell i sense hereu masculí, D. Rodrigo decideix casar la Sílvia amb un jove veí, un noble adinerat, D. Paio, amb l'objectiu d'assegurar l'expansió dels seus dominis. En una visita ràpida, el nuvi ens revela els seus hàbits estúpids. D. Rodrigo marxa a la cort per convidar el Rei a assistir al casament. En acomiadar-se, recomana a les seves filles que no obrin les portes de la casa pairal a ningú.
Un dia, durant l'absència del seu pare, un pelegrí apareix a Santiago demanant aixopluc i Sílvia. La jove s'apiada d'ell i, desobeint les ordres del seu pare, li obre la porta. A la llar de foc, el pelegrí ofereix una taronja a cadascuna de les germanes. La Susana de seguida es menja la seva, però la Sílvia només fa veure que se la menja. El pelegrí entra a l'habitació de les dues germanes i, observant la Sílvia, aterrida i fent veure que dorm, viola la Susana, que s'ha adormit pels efectes de la taronja.
A l'habitació, una mà posada sobre la taula, irradia llum. Al llindar, tallat per la pluja, el pelegrí toca una banya. La Silvia corre a tancar la porta. El pelegrí crida perquè li tornin la mà. Pensant que era la mà del diable, la Sílvia es nega, però l'home promet que si la Sílvia li torna la mà, ho sabrà tot. Aleshores, la noia li diu que passi la seva mà per una escotilla, que li retornarà la seva mà brillant. L'home ho fa i la Sílvia la talla amb una espasa.
Quan el pare torna, les filles li amaguen el que li va passar. El casament amb D. Paio té lloc però, durant el banquet, apareix un cavaller que vol la mà de la Sílvia. El pare, sorprès, acaba cedint, amb la condició que el cavaller mati un drac ferotge que cap humà pot vèncer. Un cop mort el drac, la Sílvia, acompanyada de la seva germana, és portada al castell del cavaller, on acaba revelant la seva veritable identitat, ensenyant-li la mà tallada i adonant-se del seu desig de venjança i de la seva intenció de matar-la.
La Sílvia ho informa de tot a la seva germana i la Susana aconsegueix ajudar-la a fugir del castell. El cavaller comença a perseguir-la, però la Sílvia aconsegueix arribar a casa del seu pare. Allà, Matias, el supervisor, li informa que el seu pare va ser segrestat, durant una cacera, per un grup de delinqüents, però abans, és urgent preparar una expedició per salvar la Susana. Quan tot està a punt per a la sortida, apareix aquesta.
La Sílvia decideix anar a la guerra per ajudar el seu pare. Susana intenta dissuadir-la. La Sílvia es disfressa de soldat i disfressa tots els trets de feminitat, canviant el seu nom pel de Silvestre. Silvestre s'enrola sota les ordres de l'ensenya que persegueix els segrestadors del seu pare i, malgrat la seva extrema joventut, es comporta amb valentia en la batalla. Quan és ferit, el tinent alferes descobreix la veritable identitat de Silvestre i s'enamora de la noia.
Sílvia és portada a la cort del rei. Apareix un senyor que diu conèixer el parador de D. Rodrigo i es compromet a portar-lo sa i estalvi si la Sílvia es casa amb ell. La jove accepta. Durant el banquet nupcial, Susana descobreix que el nuvi és una nova disfressa del pelegrí i el cavaller i el desemmascara, portant la mà difunta que havia guardat en una salina. El dolent intenta matar-la, però acaba sent assassinat per l'alferes

## Repartiment
- Maria de Medeiros - Sílvia / Silvestre
- Teresa Madruga - Susana
- Luís Miguel Cintra - Pelegrí / Cavaller / D. Raimundo
- Jorge Silva Melo - D. Paio
- João Guedes - D. Rodrigo
- Xosé Maria Straviz - Lt. Alferes
- Ruy Furtado - Matias
- Raquel Maria - Marta
- Cucha Carvalheiro - Elsa

## Producció
Silvestre és una pel·lícula portuguesa de V.O. Films, produït per Paulo Branco amb un suport econòmic d'uns 62.489,40 €. El guió de João César Monteiro (escrit amb la dialogista Maria Velho da Costa), combina dos contes tradicionals portuguesos: A Donzela Que Vai à Guerra, una faula portuguesa del segle XV d'origen jueu peninsular, i la llegenda Mão do Finado, de tradició oral i que forma part del cicle de Barba Azul.

### Rodatge

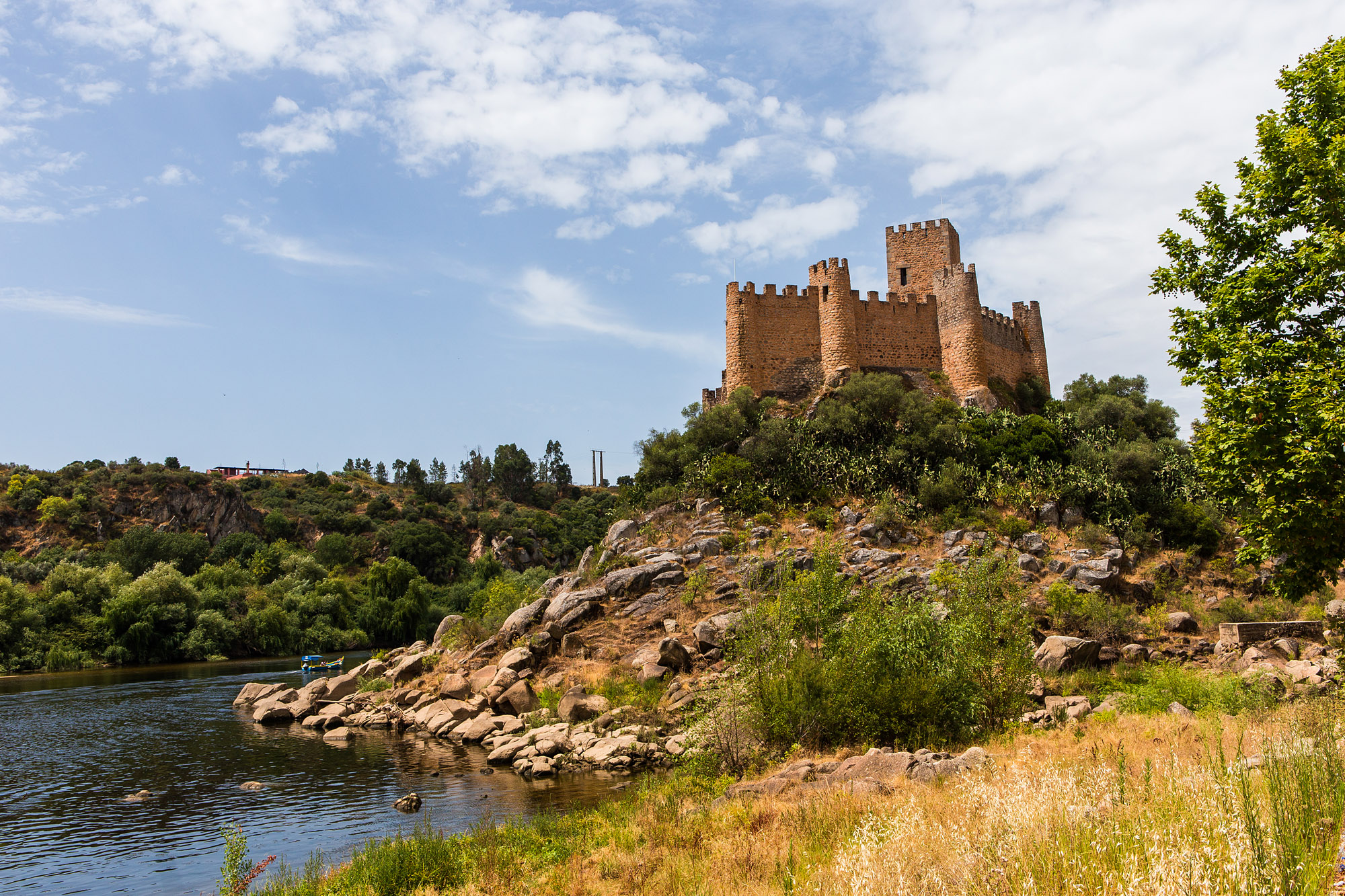
Alguns rodatges exteriors van tenir lloc a Castelo de Almourol.

El rodatge va durar entre 1980 i 1981. Amb 15 anys, Maria de Medeiros fa el seu debut com a actor, interpretant la protagonista.
La primera fase d'enregistrament es va considerar un fracàs perquè el director volia trobar un Portugal medieval que no existia: "En un primer moment, volia filmar a Trás-os-Montes Per tant, mai va ser la meva preocupació recrear l'Edat Mitjana —perquè, en principi, l'acció de la pel·lícula es va desenvolupar en una Edat Mitjana més fabulosa que realista—, però, tot i així, no vaig trobar res medieval en aquest país. (...) Hi ha tan poc que, potser, tot plegat no és suficient per a un decorat". La pel·lícula es va acabar rodant, majoritàriament, a l'estudi, tot i que alguns rodatges a l'aire lliure van tenir lloc a Rio Frio (Bragança) i a Castelo de Almourol . L'intercanvi d'un escenari natural per un de pintat ja l'havia fet Monteiro tres anys abans de Silvestre, al curtmetratge O Amor das Três Romãs.